# Singerie

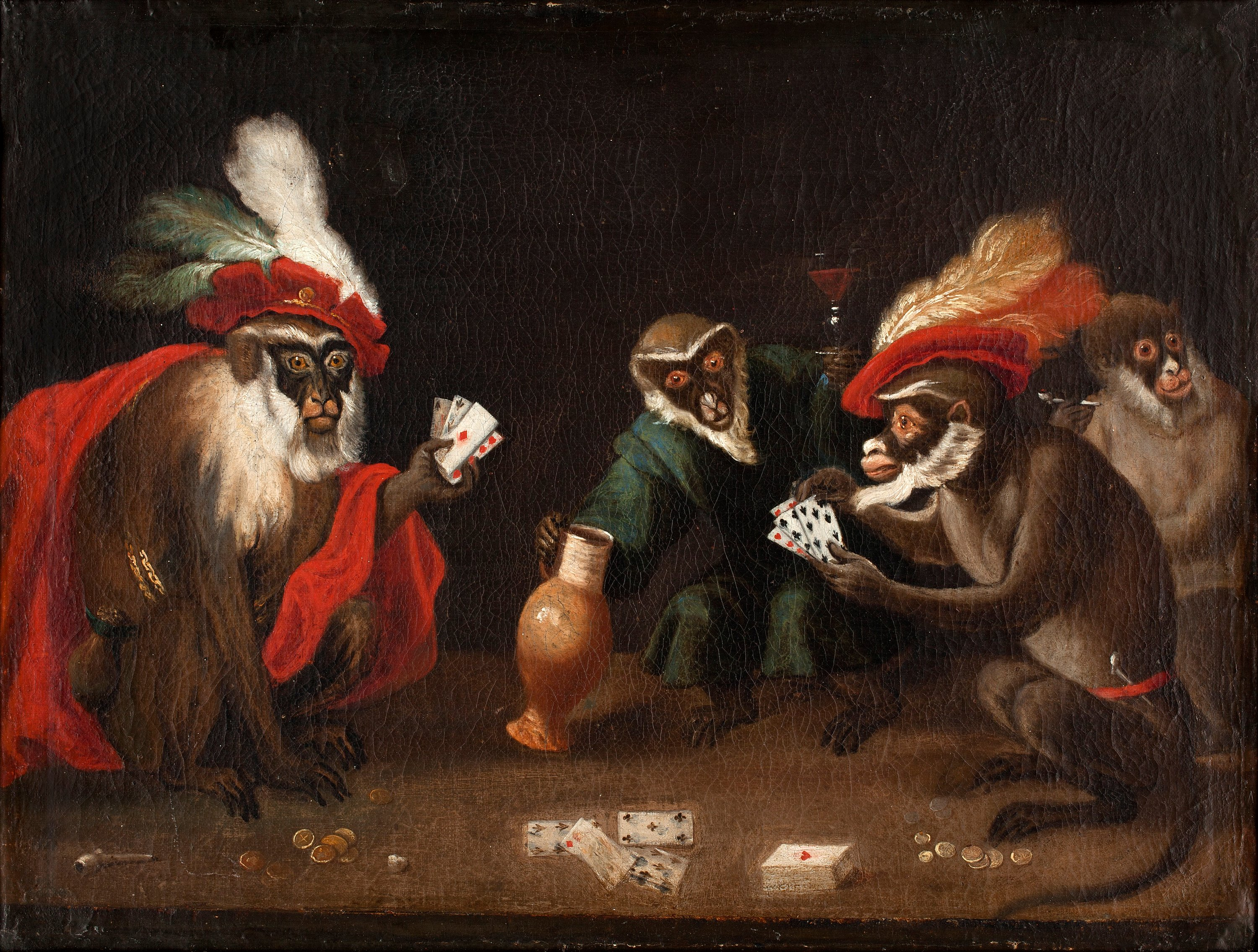
Monos jugando a cartas, de Abraham Teniers, mediados del

Se denomina singerie (en francés, «monería») a un género pictórico consistente en la representación de escenas protagonizadas por monos, generalmente con actitudes humanas. 

## Historia
El origen de este tipo de representaciones proviene de la similitud entre el ser humano y los simios, por lo que ha sido utilizado en el arte por su aspecto simbólico o satírico. Por lo general, su representación ha servido más como motivo de burla, al identificar la figura del mono con los instintos más bajos y primarios del hombre. Así, desde el arte clásico grecorromano y el del primer cristianismo se ha asociado su figura con valores negativos, como el egoísmo, la gula o la lascivia, e incluso se ha identificado con demonios y encarnaciones del mal. Sin embargo, en el Antiguo Egipto se le representaba como un dios, identificación que también se da en el budismo y el hinduismo.
Durante el Renacimiento su uso fue más bien simbólico, como alegoría de los sentidos, generalmente el gusto o el olfato, como por ejemplo en el tapiz de La dama y el unicornio. En el Barroco se usó como motivo de burla o chanza (Tres músicos, de Velázquez, 1617-1618), pero mayormente como recurso cómico, en escenas en que los monos adquieren actitudes humanas. Fue con este sentido como este tipo de obras estuvo de moda entre los siglos xvii y xviii, con artistas como Abraham Teniers (Monos jugando a cartas, mediados del siglo XVII), David Teniers el Joven (Monos en la escuela, 1660) o Jean-Antoine Watteau (El mono escultor, 1710).
Fue un tema bastante utilizado en el arte flamenco, donde fue introducido en 1575 por Pieter van der Borcht en una serie de grabados de influencia bruegeliana. Desde entonces fue representado por artistas como Frans Francken el Joven, Jan Brueghel el Viejo y el Joven, Sebastian Vrancx, Jan van Kessel el Viejo y los hermanos Teniers, David y Abraham.
Francisco de Goya también realizó un «mono pintor» en Ni más ni menos, su Capricho número 41.
Estuvo nuevamente de moda en el siglo XIX, con artistas como Zacharie Noterman, Emmanuel Noterman, Edwin Henry Landseer, Edmund Bristow, Alexandre-Gabriel Decamps, Charles Monginot y Paul Friedrich Meyerheim.
El motivo de la singerie se extendió a las artes decorativas: fue habitual, por ejemplo, en la porcelana de Meissen, en obras de ebanistería de André Charles Boulle y en los adornos de los palacios, como el de Aranjuez. Algunos de los mejores artistas que emplearon este motivo en las artes decorativas fueron Jean Bérain, arquitecto y adornista, uno de los fundadores del estilo Luis XIV, quien diseñó mobiliario, techos, chimeneas, boiseries y otros objetos; y Christophe Huet, pintor, grabador y diseñador de estilo rococó, autor de singeries en decoraciones murales —como en el castillo de Chantilly— y en una serie de grabados usados para decoración de marquetería y porcelana.

## Galería

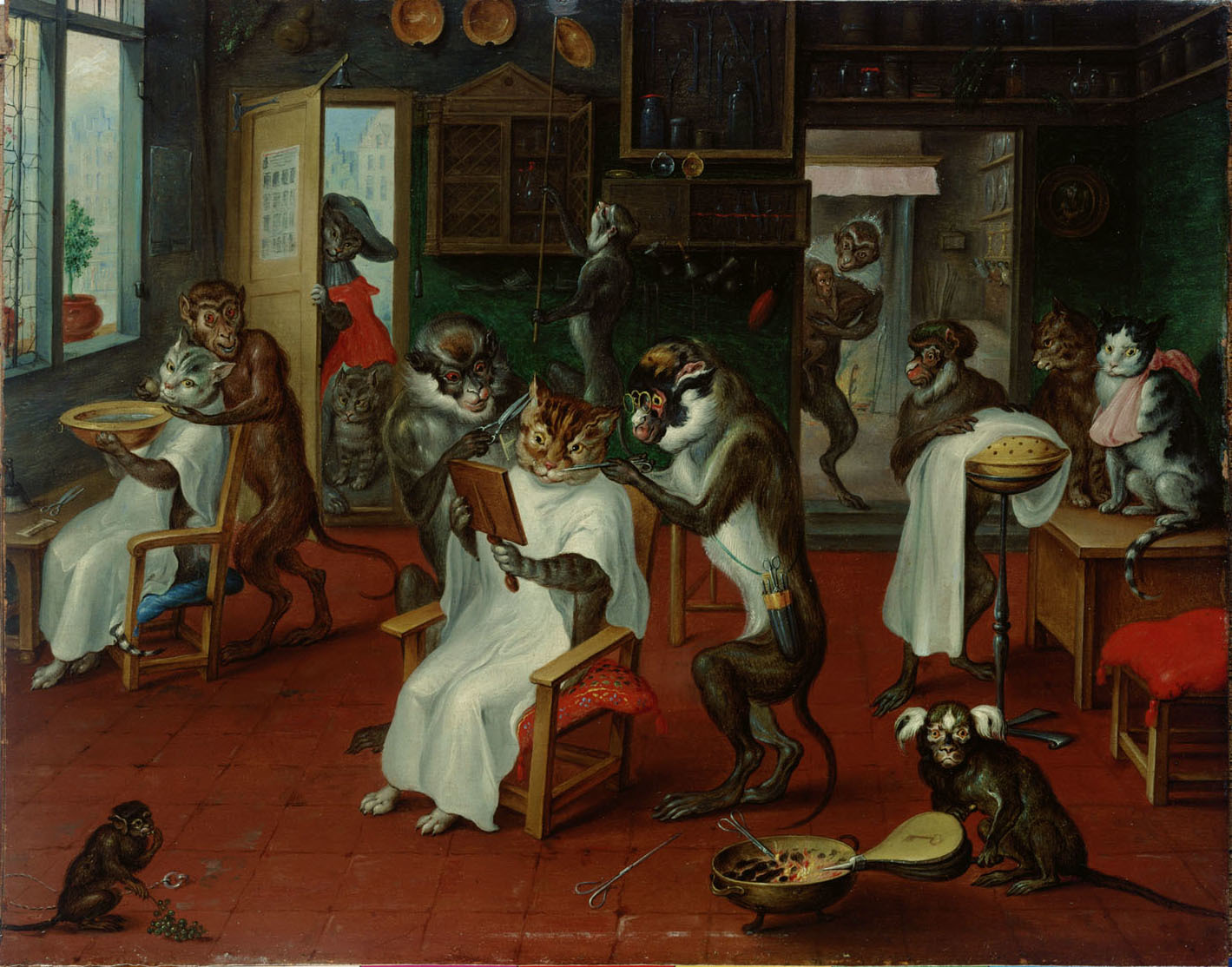
Barbería con monos y gatos (1633-1667), de Abraham Teniers, Museo de Historia del Arte de Viena
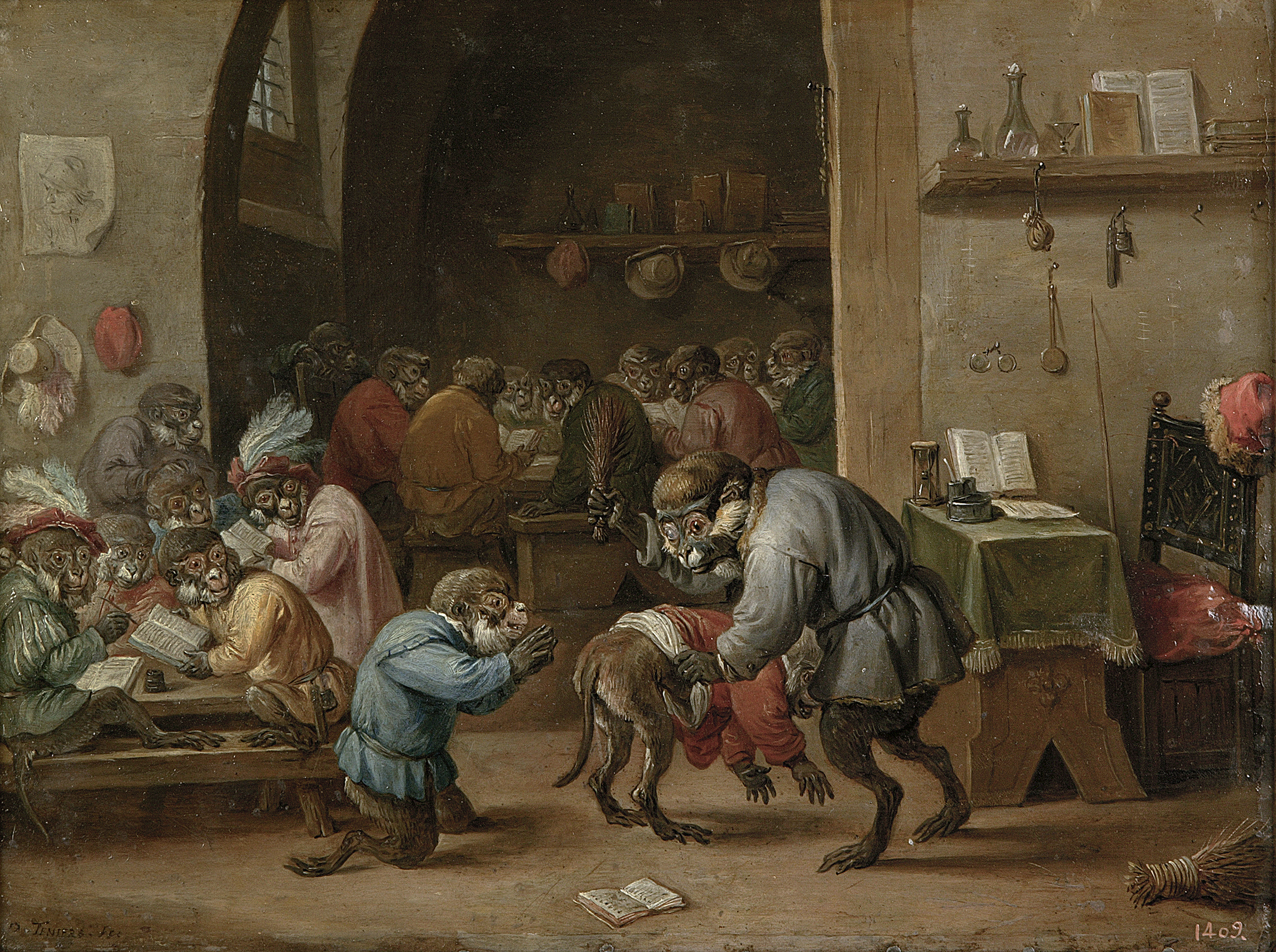
Monos en la escuela (1660), de David Teniers el Joven, Museo del Prado, Madrid
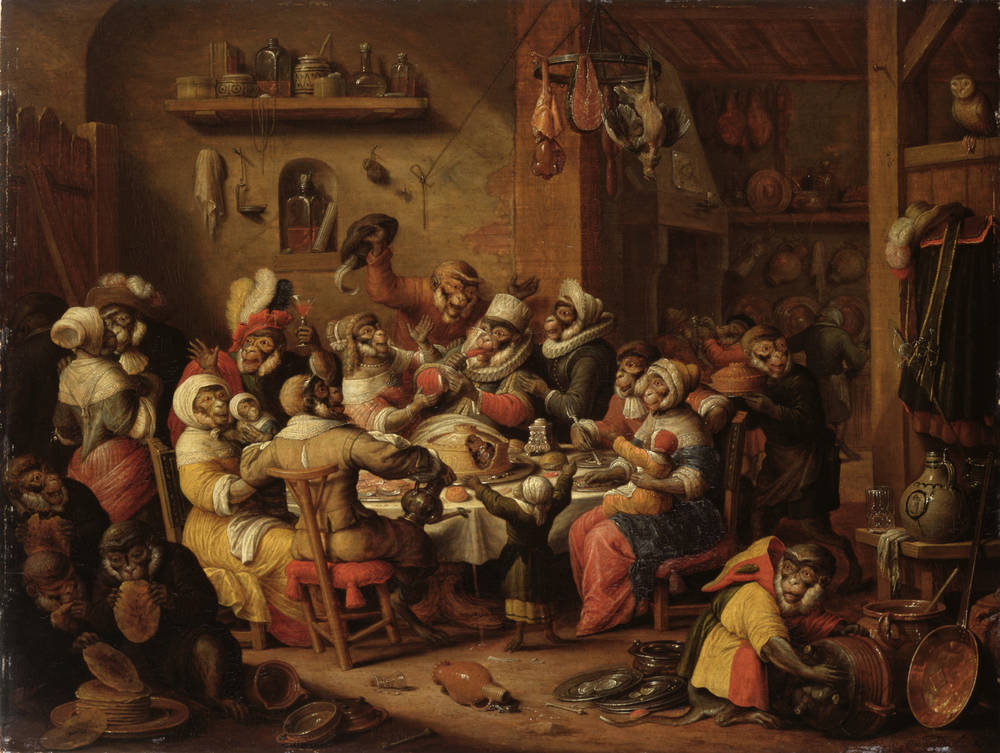
Fiesta de los monos (1686), de Nicolaes van Verendael, Galería de Pinturas de los Maestros Antiguos, Dresde
El mono escultor (1710), de Jean-Antoine Watteau, Musée des Beaux-Arts d'Orléans
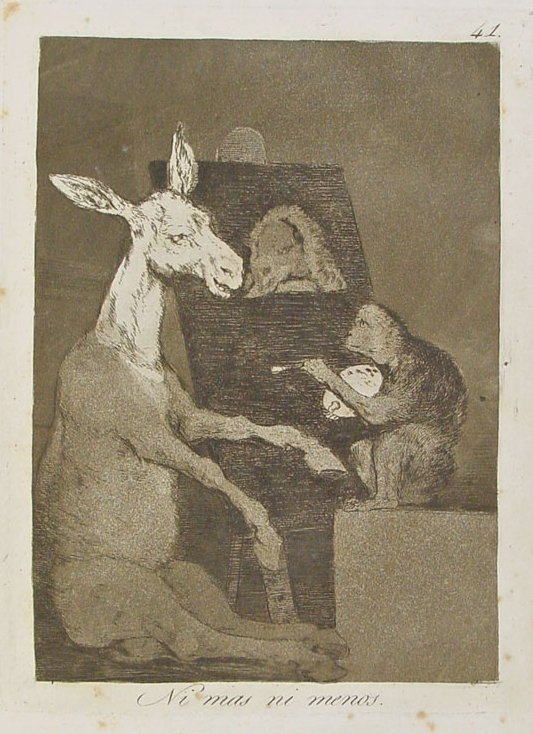
Ni más ni menos (1799), Capricho número 41, de Francisco de Goya
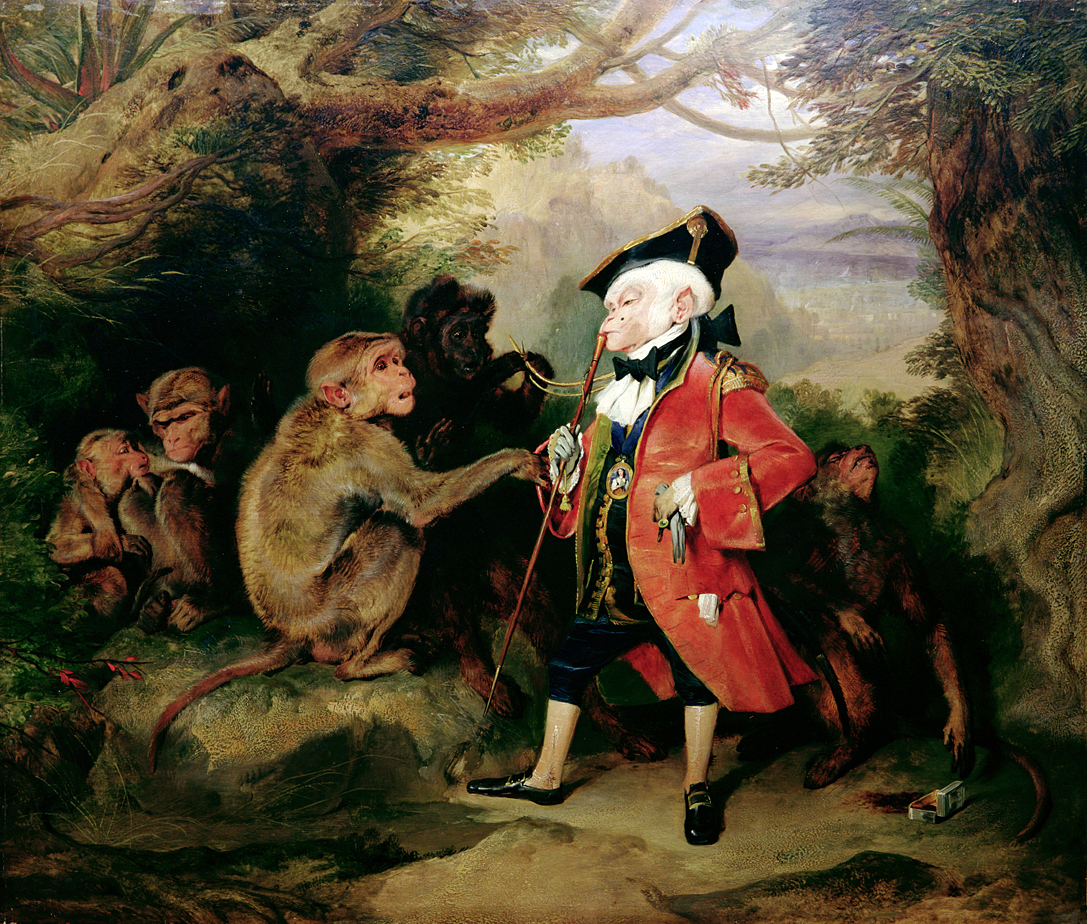
El mono que había visto el mundo (1827), de Edwin Henry Landseer
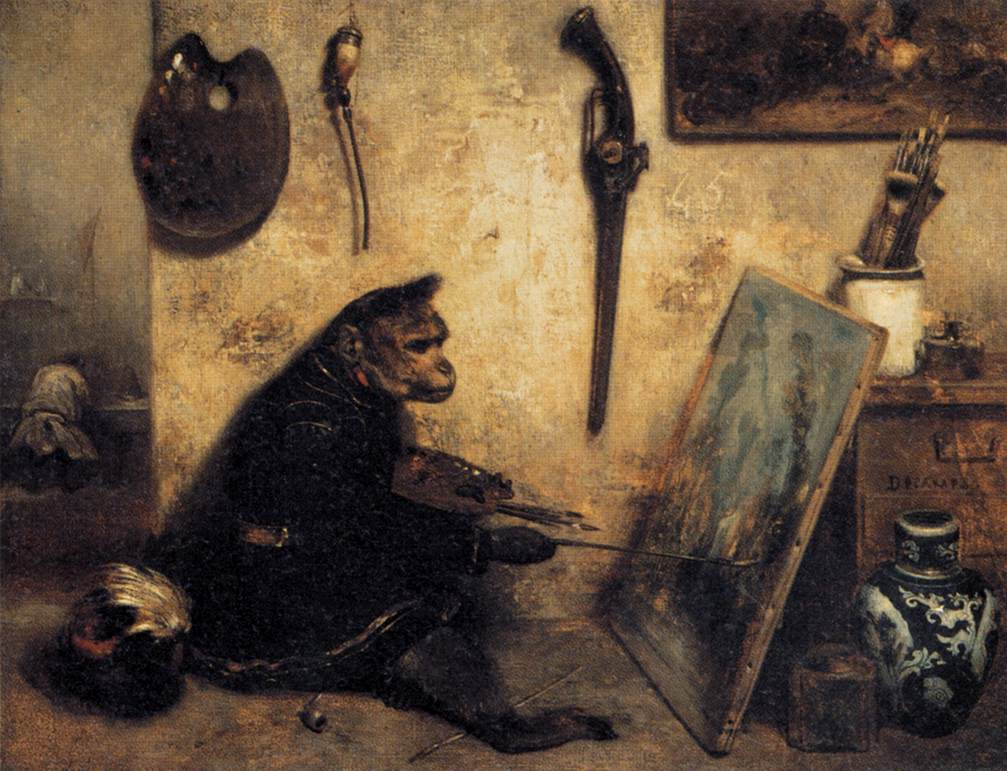
El mono pintor (1833), de Alexandre-Gabriel Decamps, Museo del Louvre, París